# 8197 Mizunohiroshi
8197 Mizunohiroshi eller 1993 VX är en asteroid i huvudbältet som upptäcktes den 15 november 1993 av den japanska astronomen Takao Kobayashi vid Ōizumi-observatoriet. Den är uppkallad efter Hiroshi Mizuno.